# Hollardia goslinei
Hollardia goslinei is een straalvinnige vissensoort uit de familie van driepootvissen (Triacanthodidae). De wetenschappelijke naam van de soort is voor het eerst geldig gepubliceerd in 1968 door Tyler.